# Peter Baumgartner
Pour les articles homonymes, voir Baumgartner.
Peter Baumgartner, né le 14 février 1939 à Zurich et mort dans la même ville le 23 août 2021, est un directeur de la photographie suisse.

## Biographie
(août 2024).
Fils de l'architecte Armin Baumgartner, il finit ses études avec une maturité professionnelle. Il devient rédacteur publicitaire puis fait son service militaire. Il va à Munich et intègre la Hochschule für Fernsehen und Film qu'il quitte pendant l'année 1960.
Il revient en Suisse et, grâce à son oncle, le compositeur Walter Baumgartner, est stagiaire comme premier assistant opérateur sur le film Drei schräge Vögel. Il est ensuite troisième assistant et travaille sur des documentaires de sociétés zurichoises.
En 1967, il entre à Urania Film, la société d'Erwin C. Dietrich, et devient un employé important. Outre la direction de la photographie, il travaille pour des films érotiques parfois comme réalisateur, monteur, directeur de doublage, acteur et directeur de production. Il est également copropriétaire de la compagnie de Dietrich.
Baumgartner, qui s'est installé à Berlin, rompt avec Dietrich en 1990 et crée une société de doublage, Cinephon. Plusieurs AVC l'obligent à prendre sa retraite ; il meurt à Zurich le 23 août 2021.

## Filmographie

### Acteur

#### Cinéma
- 1970 : La salamandra del deserto
- 1972 : Penthouse Playgirls
- 1976 : Mädchen, die sich selbst bedienen : Man in bowling alley
- 1978 : Femmes sans pudeur : Inspector Risi
- 1980 : Filles sans voile : Kunde mit Lancia Gamma (non crédité)

### Réalisateur

#### Cinéma
- 1968 : ...und noch nicht sechzehn
- 1970 : Je suis une groupie

### Scénariste

#### Cinéma
- 1968 : ...und noch nicht sechzehn

### Directeur de la photographie

#### Cinéma
- 1962 : Zwei Bayern in Bonn
- 1967 : Premières lueurs de l'aube
- 1967 : Seitenstraße der Prostitution
- 1968 : Hinterhöfe der Liebe
- 1968 : Les nièces
- 1968 : Unruhige Töchter
- 1969 : Champagner für Zimmer 17
- 1969 : Die Neffen des Herrn General
- 1969 : Die Nichten der Frau Oberst. 2. Teil - Mein Bett ist meine Burg
- 1969 : Weiße Haut auf schwarzem Markt
- 1970 : Je suis une groupie
- 1970 : La salamandra del deserto
- 1970 : Schwarzer Nerz auf zarter Haut
- 1971 : Les exploits amoureux des trois mousquetaires
- 1971 : Les gourmandines
- 1972 : Blutjunge Verführerinnen 3. Teil
- 1972 : Elles le faisaient la bouche en cœur
- 1972 : La grande vadrouille du sexe
- 1972 : Les collégiennes perverties
- 1972 : Penthouse Playgirls
- 1973 : Gretchen sans uniforme
- 1973 : Mädchen, die nach Liebe schreien
- 1974 : Die Sex-Spelunke von Bangkok
- 1974 : Le sexe au ventre
- 1974 : Sex Service
- 1975 : Cochonneries campagnardes
- 1975 : Heißer Mund auf feuchten Lippen
- 1975 : Mädchen ohne Männer
- 1976 : Girls in the Night Traffic
- 1976 : In 80 Betten um die Welt
- 1976 : Jack l'éventreur
- 1976 : La partouze de minuit
- 1976 : Le portrait de Doriana Gray
- 1976 : Mädchen, die am Wege liegen
- 1976 : Mädchen, die sich selbst bedienen
- 1976 : Sexe chaud à Bangkok
- 1976 : Weiße Haut und schwarze Schenkel
- 1977 : Deux sœurs vicieuses
- 1977 : Les flagellées de la cellule 69
- 1977 : Lettres d'amour d'une nonne portugaise
- 1978 : Femmes sans pudeur
- 1978 : Volupté sensuelle
- 1980 : Filles sans voile
- 1980 : Le corps et le fouet
- 1980 : Les bourgeoises de l'amour
- 1981 : Vacances sexuelles
- 1982 : Ein lasterhafter Sommer
- 1982 : L'amour au soleil
- 1982 : Les Filles amoureuses du pharmacien
- 1983 : Sechs Schwedinnen auf der Alm
- 1984 : Nom de code : Oies sauvages
- 1985 : Kommando Leopard
- 1988 : Ein Schweizer namens Nötzli
- 1988 : Le Triangle de la peur
- 1990 : Der doppelte Nötzli

### Monteur

#### Cinéma
- 1976 : Femmes en cage
- 1981 : Los violadores

### Directeur de production

#### Cinéma
- 1986 : Commando Cobra
- 1988 : Le Triangle de la peur

### Ingénieur du son

#### Courts-métrages
- 2008 : November